# 265 a. C.
El año 265 a. C. fue un año del calendario romano prejuliano. En el Imperio romano se conocía como el año 489 ab urbe condita. 

## Acontecimientos

### Grecia
- Aunque la flota egipcia bloquea el Golfo Sarónico, el rey macedonio Antígono II derrota a los espartanos y mata al rey de Esparta, Areo I cerca de Corinto, después de lo cual él  asedia Atenas.
- Acrótato II sucede a su padre Areo I como rey de Esparta.

### República romana
- Consulados de Quinto Fabio Máximo Gurges y Lucio Mamilio Vítulo en la Antigua Roma.[1]

### Sicilia
- Hierón II amenaza con renovar su ataque a los mamertinos. Ellos recurren a Cartago y reciben el apoyo de una guarnición cartaginesa. Los mamertinos apelan también a los romanos que también están deseando ayudar.

## Fallecimientos
- Areo I, rey de Esparta
- Euclides, padre de la geometría.

## Ciencia y tecnología
- El griego Arquímedes desarrolla el tornillo de Arquímedes para elevar agua, mientras estudia en Alejandría.